# Fajã do Salto Verde

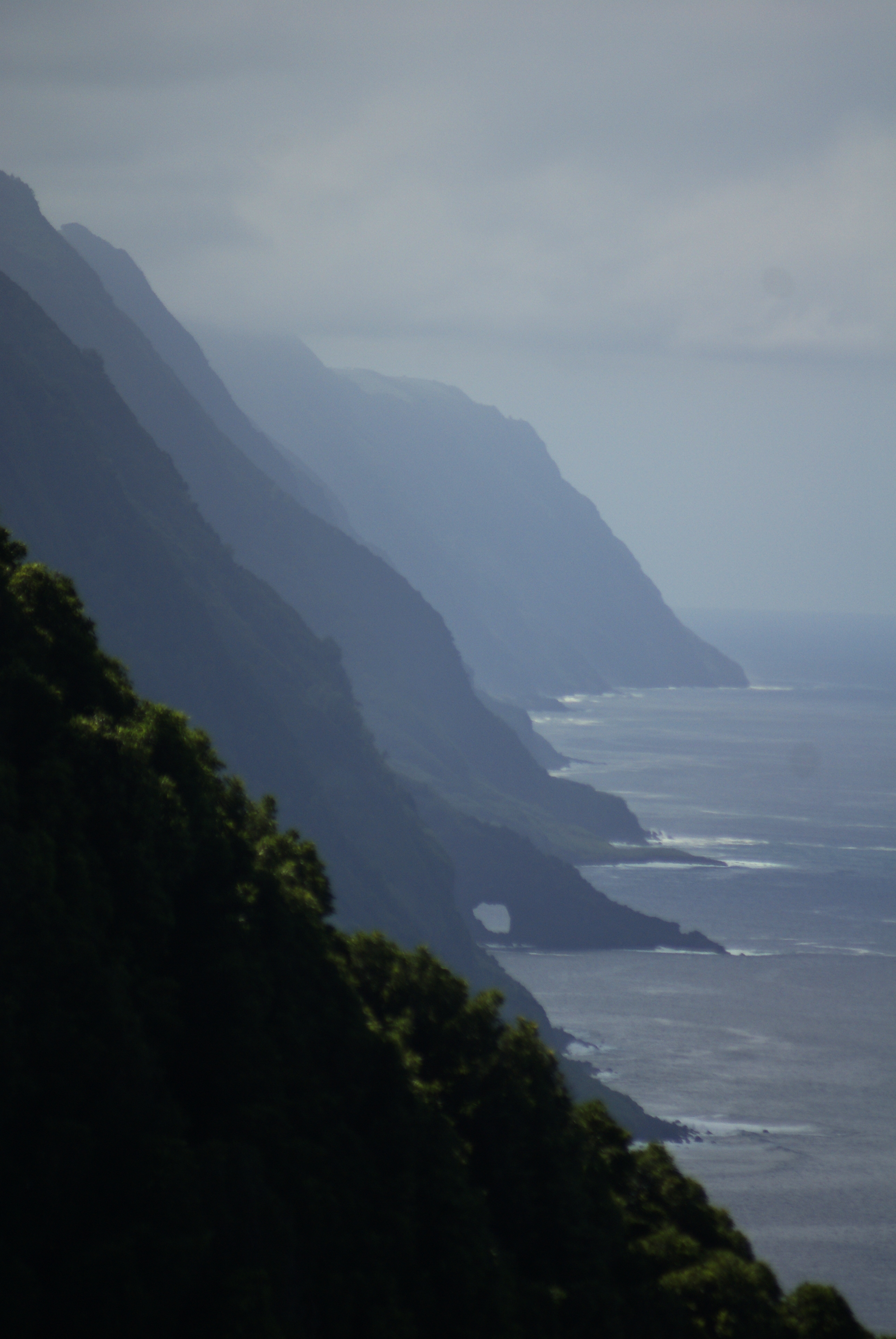
Costa Norte da ilha de São Jorge, Açores, ao fundo a Fajã da Ponta Furada a destacar-se na paisagem que é típica na formação das fajãs da costa Norte.

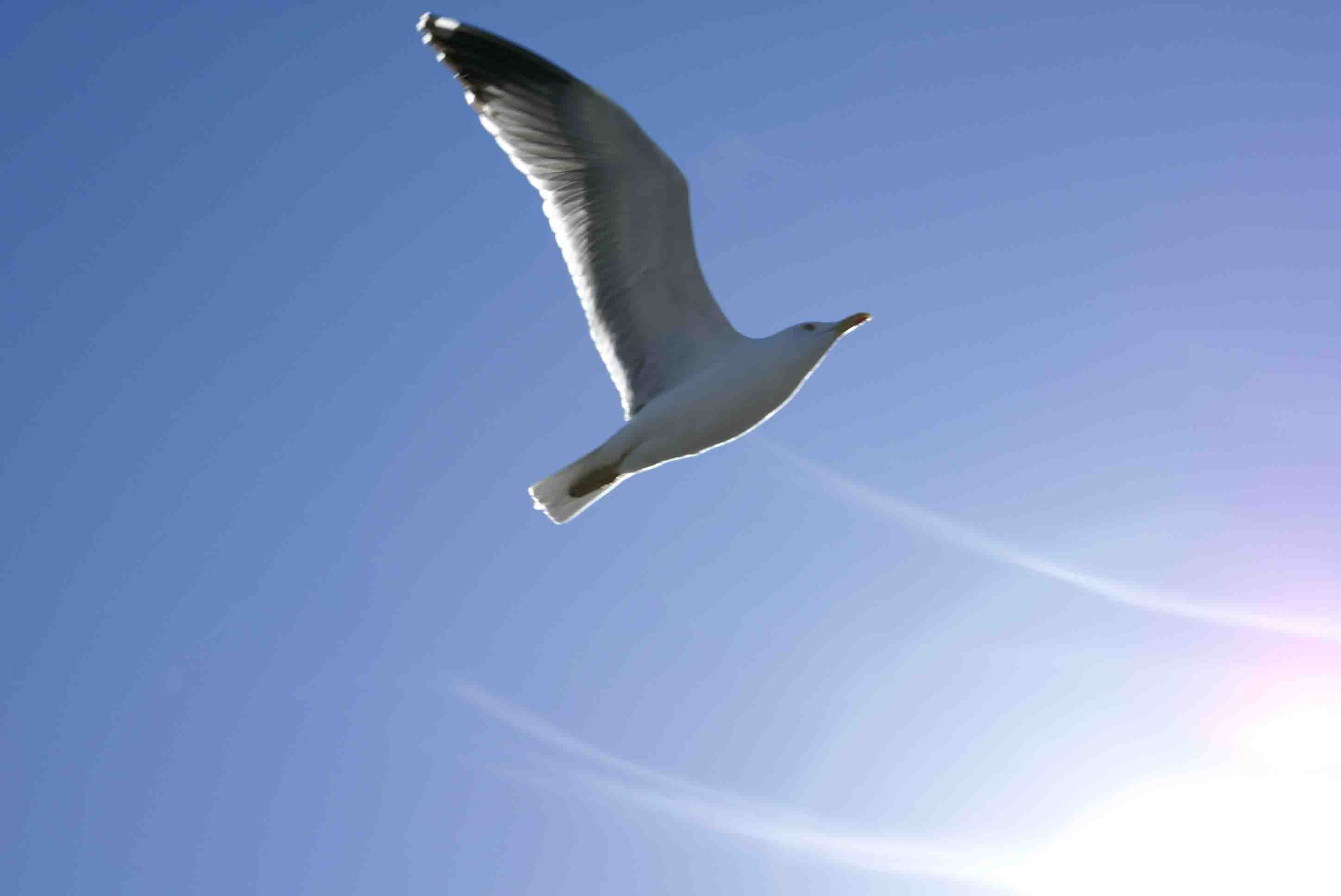
Gaivota - Larídeos.

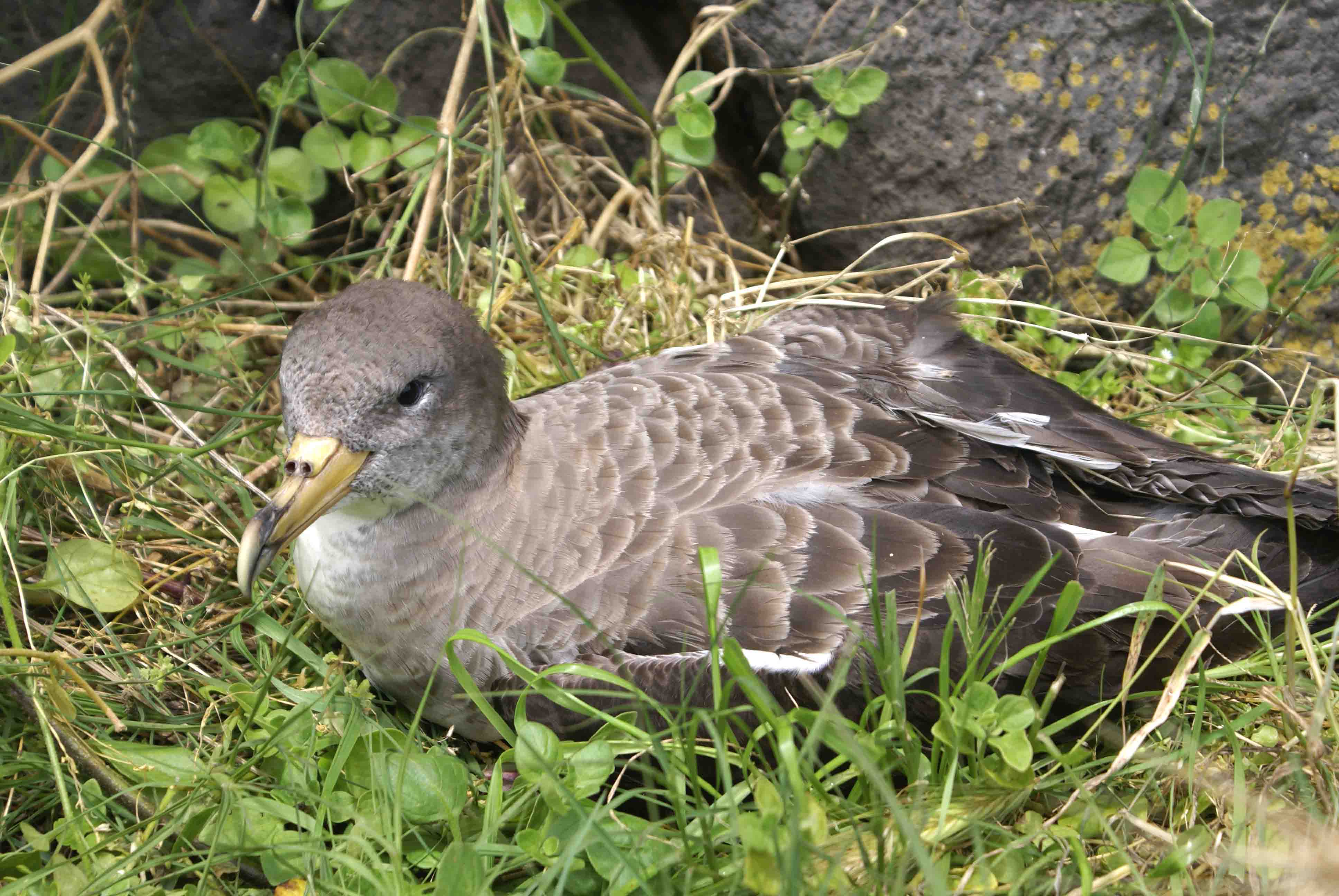
Cagarro - Calonectris diomedea borealis.

A Fajã do Salto Verde é uma das fajãs da ilha de São Jorge, sempre foi conhecida pelo seu difícil acesso. Situa-se na costa Norte da ilha, freguesia de Calheta (Açores), Concelho da Calheta. Tem como vizinhas mais próximas a Fajã do Castelhano e a Fajã do Norte das Fajãs.
Para se descer a esta fajã é preciso enveredar-se pela Serra do Topo e seguir-se por um atalho estreito cavado na rocha que leva há volta duas horas a descer e três a subir.
Nesta fajã existiam antigamente doze casas onde viviam famílias durante todo o ano. Tratavam o gado e como a terra é muito fértil sempre se cultivou o milho, a batata, a vinha, a abóbora, o inhame, a cebola, a couve, o mogango, o tomate, o feijão, a melancia, o vime para cestos, a ervilha. 
Também se fazia o cultivo de árvores de fruto como a figueira, a macieira, o pessegueiro, a bananeira, a groselheira, a laranjeira e outras cujos frutos eram conservados para o ano inteiro sob diversas formas.
Devido aos difíceis acessos os habitantes desta fajã eram praticamente auto suficientes. Alimentavam-se do que a terra lhes dava e viviam uma vida frugal, profundamente ligada à terra. As refeições mais comuns eram sopas de leite com pão de milho, caldos de hortaliças com enchidos e carne de porco, ovos frescos das galinhas e patos que andavam à solta, queijo e manteiga feitos em casa. Além disse, o mar, ali sempre presente fornecia parte importante da subsistência, fornecendo peixe variado e um dos mais importantes produtos da costa, a lapa.
Nesta fajã existiam alguns moinhos de água destruídos pelo terramoto de 1980.
Apesar de a fajã do Salto Verde ficar numa zona de encostas altíssimas, o acesso ao mar foi sempre uma necessidade, ao contrário do que acontecia na vizinha Fajã de Entre Ribeiras. Ao longo dos anos o pescado mas frequente e foi a (Sparisoma cretense), o sargo, a Moreia o Moreão preto, entre todas as outras espécies que é possível apanhar na costa Norte de São Jorge. Também se apanhava muita lapa, caranguejo e outros crustáceos e moluscos. 
Depois do relativo abandono a que esta fajã foi votada a natureza tem gradualmente ocupado o seu lugar, tornando-se variada levando a que a luxuriante Floresta Laurissilva típica da Macaronésia se tenha praticamente espalhado por toda a parte.
Uma curiosidade desta fajã é o facto de a partir do mês de dezembro e até meados do mês de fevereiro não haver sol direto nesta fajã, devido a ficar no sopé de um monte com a altitude de 750 metros que o encobre.
Nesta fajã correm algumas ribeiras e também jorram várias nascentes.

## Biodiversidade marinha observável
- Água-viva (Pelagia noctiluca);
- Alga-vermelha (Asparagopsis armata);
- Alga-castanha (Dictyota dichotoma);
- Alga-roxa (Bonnemaisonia hamifera);
- Anémona-do-mar (Alicia mirabilis);
- Alface-do-mar (Ulva rigida);
- Ascídia-flor (Distaplia corolla);
- Abrótea (Phycis phycis);
- Barracuda (Sphyraena sp.);
- Boga (Boops boops);
- Bodião (diversos labrídeos);
- Badejo (Mycteroperca fusca);
- Bicuda (Sphyraena viridensis);
- Bonito (Katsuwonus pelamis);
- Caravela (Physalia physalis);
- Chicharro (Trachurus picturatus);
- Castanheta-amarela (Chromis limbata);
- Caranguejo-eremita (Calcinus tubularis);
- Craca (Megabalanus azoricus);
- Cação (Galeorhinus galeus);
- Caboz;
- Canário-do-mar (Anthias anthias);
- Coral-negro (Antipathes wollastoni);
- Estrela-do-mar (Ophidiaster ophidianus);
- Encharéu (Pseudocaranx dentex);
- Garoupa (diversos serranídeos);
- Golfinho;
- Hidrozoário (Nemertesia sp.);
- Jamanta (Mobula tarapacana);
- Lapa (Docoglossa);
- Lírio (Campogramma glaycos);
- Moreia;
- Mero (Epinephelus itajara);
- Musgo (Pterocladiella capillacea);
- Ouriço-do-mar-negro (Arbacia lixula);
- Ouriço-do-mar-roxo (Strongylocentrotus purpuratus);
- Peixe-cão (Bodianus scrofa);
- Peixe-porco (Balistes carolinensis);
- Peixe-balão (Sphoeroides marmoratus);
- Peixe-rei (Coris julis);
- Peixe-rainha (Thalassoma pavo);
- Polvo (Octopus vulgaris);
- Pomatomus saltator;
- Peixe-lua (Mola mola);
- Rascaço;
- Ratão (Taeniura grabata);
- Salema (Sarpa salpa);
- Salmonete (Mullus surmuletus);
- Solha (Bothus podas maderensis);
- Sargo (Diplodus sargus);
- Serra (Sarda sarda);
- Toninha-brava (Tursiops truncatus);
- Tartaruga-careta - (Caretta caretta);
- Trombeteiro (Macroramphosus scolopax);
- Veja (Sparisoma cretense);
- Zonaria flava.

Além das espécies mencionadas é ainda possível encontrar-se outras variedades de fauna e flora marinha em que convivem cerca de 87 espécies diferentes, sendo que é 9.3 o Índice de Margalef.

## Espécies residentes

### No mar
- Alga Roxa - (Bonnemaisonia hamifera).
- Anêmona-do-mar (Alicia mirabilis),
- Alface do mar (Ulva rígida)
- Ascídia-flor (Distaplia corolla),
- Boga (Boops boops),
- Bodião (labrídeos),
- Bodiões-verdes (Centrolabrus trutta),
- Chicharro (Trachurus picturatus).
- Castanheta-preta (Abudefduf luridus)
- Caranguejo-eremita (Calcinus tubularis),
- Craca (Megabalanus azoricus).
- Estrela-do-mar (Ophidiaster ophidianus),
- Garoupa (Serranus atncauda),
- Lapa (Docoglossa),
- Moreia
- Moreia-preta (Muraena augusti)
- Musgo (Pterocladiella capillacea),
- Ouriço-do-mar-negro (Arbacia lixula),
- Ouriço-do-mar-roxo (Strongylocentrotus purpuratus),
- Peixe-balão (Sphoeroides marmoratus),
- Peixe-rei (Coris julis),
- Polvo (Octopus vulgaris),
- Salema (Sarpa salpa),
- Ratão (Taeniura grabata),
- Salmonete (Mullus surmuletus),
- Sargo (Diplodus sargus cadenati)

Existem ainda a presença de variados moluscos.

### Em terra
- Salgueiro
- Erva moira
- Aboboreira (Tropaeolaceae) Tropaeolaceae
- Cana-do-reino Arundo donax
- Erva-leiteira Euphorbiaceae
- Coucelos Umbilicus rupestris
- Tolpis azorica Asteraceae
- Bracel-da-rocha Festuca petrea (Planta endémica dos Açores)
- Perrexil-do-mar Crithmum maritimum (Planta endémica dos Açores)
- Urze
- Cenoura brava ou Salsa-burra Daucus carota
- Trinchal Plantaginaceae
- Cyrtomium falcatum Dryopteridaceae

## Aves observáveis
- Gaivota, (Larídeos)
- Cagarro (Calonectris diomedea borealis),
- Milhafre (Buteo buteo rothschildi)
- Pombo-comum (Columba livia)
- Pombo-torcaz-dos-Açores (Columba palumbus azorica)
- Pardal-comum (Passer domesticus)
- Lavandeira
- Melro-preto (Turdus merula)
- Estorninho-comum (Sturnus vulgaris)
- Toutinegra-de-barrete-preto (Sylvia atricapilla)
- Tentilhão (Fringilla coelebs moreletti)
- Garajau-rosado (Sterna dougallii),
- Garajau-comum (Sterna hirundo)
- Anas crecca - (Marrequinho)